# ماریام داوتیان
ماریام داوتیان (ارمنی: Մարիամ Դավթյան؛ انگلیسی: Mariam Davtyan؛ ۸ ژوئن ۱۹۷۳) یک بازیگر اهل ارمنستان بود. وی از سال میلادی تاکنون مشغول فعالیت بوده‌است.

## زندگی‌نامه
وی در ۸ ژوئن ۱۹۷۳ در مسکو به دنیا آمد و از مدرسه شماره ۷۱ نلسون استپانیان، انستیتو دولتی سینما و تئاتر ایروان (۱۹۹۵) و کالج مطالعات آکادمیک مدیریت (۲۰۰۰) فارغ‌التحصیل شد. وی در تئاتر نمایشی هراچیا غاپلانیان (۱۹۹۸) و فرهنگستان دولتی تئاتر سوندوکیان (۲۰۱۰) فعالیت می‌کند 

## گزیده فیلمشناسی
از فیلم‌ها یا برنامه‌های تلویزیونی که وی در آن نقش داشته است می‌توان به برای شرف (۲۰۲۰)، بخش ویژه (فصل ۱؛ ۲۰۱۵ و فصل ۲؛ ۲۰۱۷) اشاره کرد.